# You’re So Good to Me
A You're So Good To Me Brian Wilson, és Mike Love szerzeménye, ami először az 1965-ös The Beach Boys nagylemezen a Summer Days (And Summer Nights!!)-on, majd egy évvel később, mint a Sloop John B kislemez B-oldalaként jelent meg. A dal érdekessége, hogy a dalban a dob csak a negyedekre ad ütést, ez nagyon ritka, és szokatlan volt a Beach Boys-nál.

## Helyezések
Az A-oldalán található "Sloop John B" nagyon sikeres volt, és az amerikai kislemezlista 3. helyéig jutott, ezzel szemben a "You're So Good To Me" sem Amerikában sem Angliában nem került fel a listákra, viszont 17. helyet érte el Ausztráliában.

## Zenészek

### The Beach Boys
- Al Jardine – basszusgitár, gitár, vokál
- Bruce Johnston – orgona, vokál
- Mike Love – vokál
- Brian Wilson – zongora, taps, szóló vokál
- Carl Wilson – gitár, vokál
- Dennis Wilson – dobok

### Kisegítő zenészek
- Ron Swallow – tamburin
- Marilyn Wilson – vokál